# Xu Nannan
Xu Nannan (chiń. 徐囡囡, ur. 16 listopada 1978 w Benxi) – chińska narciarka, uprawiająca narciarstwo dowolne. Zdobyła srebrny medal w skokach akrobatycznych na igrzyskach olimpijskich w Nagano. Najlepszy wynik na mistrzostwach świata osiągnęła podczas mistrzostw w Whislter, gdzie zajęła 7. miejsce skokach akrobatycznych. Najlepsze wyniki w Pucharze Świata osiągnęła w sezonie 2002/2003, kiedy to zajęła 3. miejsce w klasyfikacji generalnej, a w klasyfikacji skoków akrobatycznych była szósta. W sezonie 2000/2001 była trzecia w klasyfikacji skoków akrobatycznych.
W 2006 r. zakończyła karierę.

## Osiągnięcia

### Igrzyska olimpijskie
| Miejsce | Dzień     | Rok  | Miejscowość    | Konkurencja        | Zwycięzca     |
| ------- | --------- | ---- | -------------- | ------------------ | ------------- |
| 2.      | 18 lutego | 1998 | Nagano         | Skoki akrobatyczne | Nikki Stone   |
| 12.     | 18 lutego | 2002 | Salt Lake City | Skoki akrobatyczne | Alisa Camplin |
| 4.      | 22 lutego | 2006 | Turyn          | Skoki akrobatyczne | Evelyne Leu   |

### Mistrzostwa świata
| Miejsce | Dzień       | Rok  | Miejscowość | Konkurencja        | Zwycięzca        |
| ------- | ----------- | ---- | ----------- | ------------------ | ---------------- |
| 9.      | 9 lutego    | 1997 | Iizuna      | Skoki akrobatyczne | Kirstie Marshall |
| 8.      | 13 marca    | 1999 | Meiringen   | Skoki akrobatyczne | Jacqui Cooper    |
| 7.      | 20 stycznia | 2001 | Whistler    | Skoki akrobatyczne | Veronika Bauer   |
| 18.     | 1 lutego    | 2003 | Deer Valley | Skoki akrobatyczne | Alisa Camplin    |

### Puchar Świata

#### Miejsca w klasyfikacji generalnej
- sezon 1996/1997: 45.
- sezon 1997/1998: 44.
- sezon 1999/2000: 16.
- sezon 2000/2001: 5.
- sezon 2001/2002: 15
- sezon 2002/2003: 13.
- sezon 2003/2004: 47.
- sezon 2005/2006: 31.

#### Miejsca na podium
1. Altenmarkt – 7 marca 1997 (Skoki akrobatyczne) – 2. miejsce
2. Mont Tremblant – 13 stycznia 2001 (Skoki akrobatyczne) – 2. miejsce
3. Himos – 10 marca 2001 (Skoki akrobatyczne) – 1. miejsce
4. Lake Placid – 20 stycznia 2002 (Skoki akrobatyczne) – 2. miejsce
5. Whistler – 27 stycznia 2002 (Skoki akrobatyczne) – 2. miejsce
6. Mount Buller – 8 września 2002 (Skoki akrobatyczne) – 3. miejsce
7. Lake Placid – 19 stycznia 2003 (Skoki akrobatyczne) – 1. miejsce
8. Mount Buller – 6 września 2003 (Skoki akrobatyczne) – 1. miejsce
9. Mount Buller – 7 września 2003 (Skoki akrobatyczne) – 3. miejsce
10. Mount Buller – 3 września 2005 (Skoki akrobatyczne) – 2. miejsce
11. Changchun – 18 grudnia 2005 (Skoki akrobatyczne) – 1. miejsce

- W sumie 4 zwycięstwa, 5 drugich i 2 trzecie miejsca.